# Вегарусйоки
Ве́гарусйо́ки (фин. Vegarusjoki) — река в России, протекает по Суоярвскому району Карелии. Река является левобережным притоком реки Айттойоки. Длина реки составляет 10 км, площадь водосборного бассейна 201 км².
Протекает через озеро Котилампи.
Берёт начало из южной части озера Вегарусъярви на высоте 165,4 метра.

## Данные водного реестра
По данным государственного водного реестра России, относится к Балтийскому бассейновому округу, водохозяйственный участок реки — Шуя, речной подбассейн реки — Свирь (включая реки бассейна Онежского озера). Относится к речному бассейну реки Нева (включая бассейны рек Онежского и Ладожского озера).
Код объекта в государственном водном реестре — 01040100112102000014141.

## Галерея

Вегарусйоки
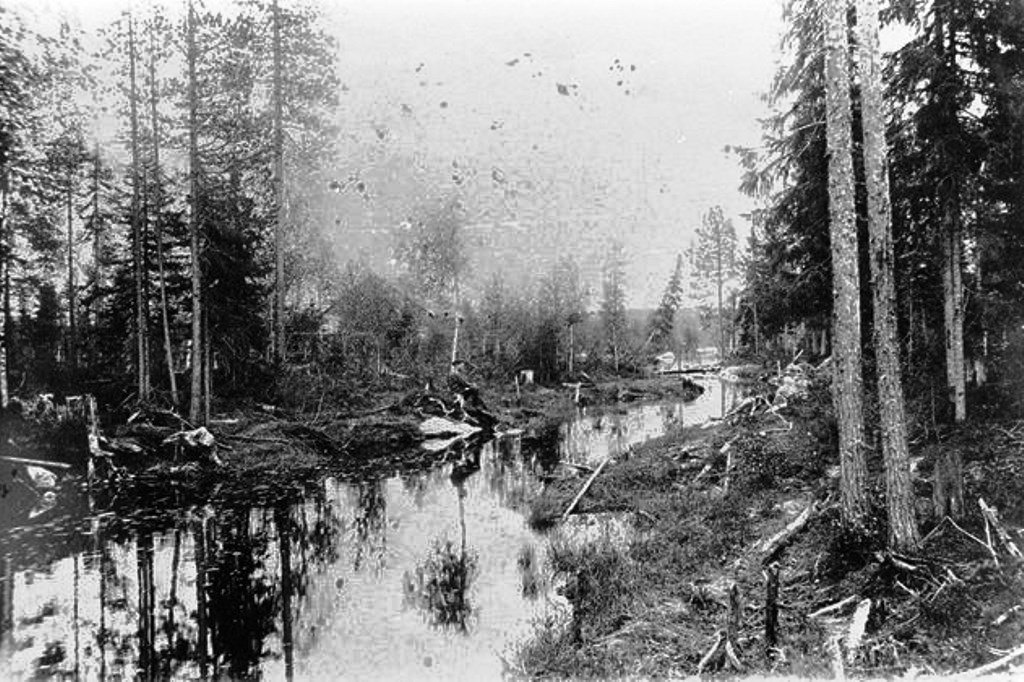
Vegarusjoki, 1930-е гг.
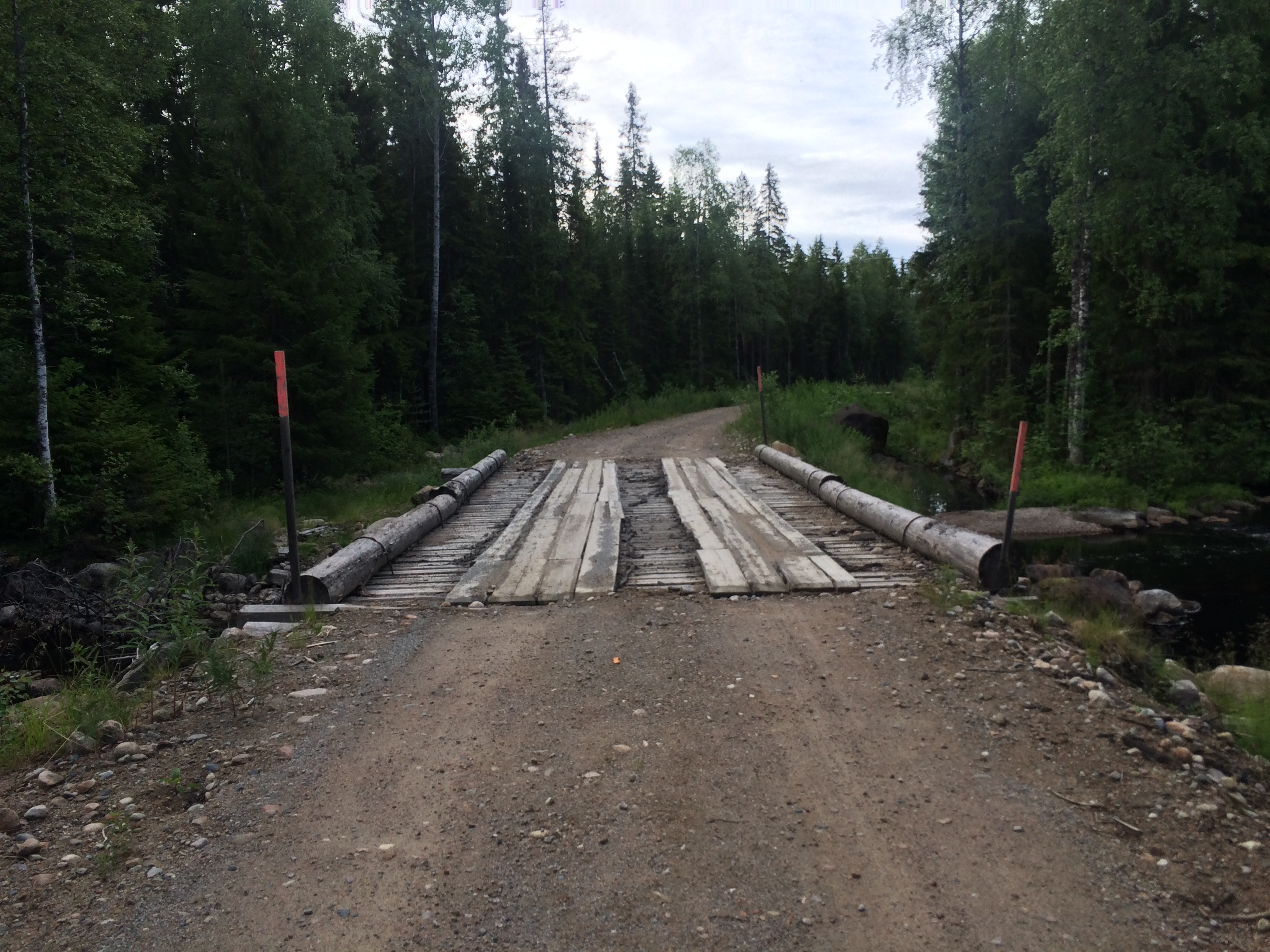
Автомобильный мост
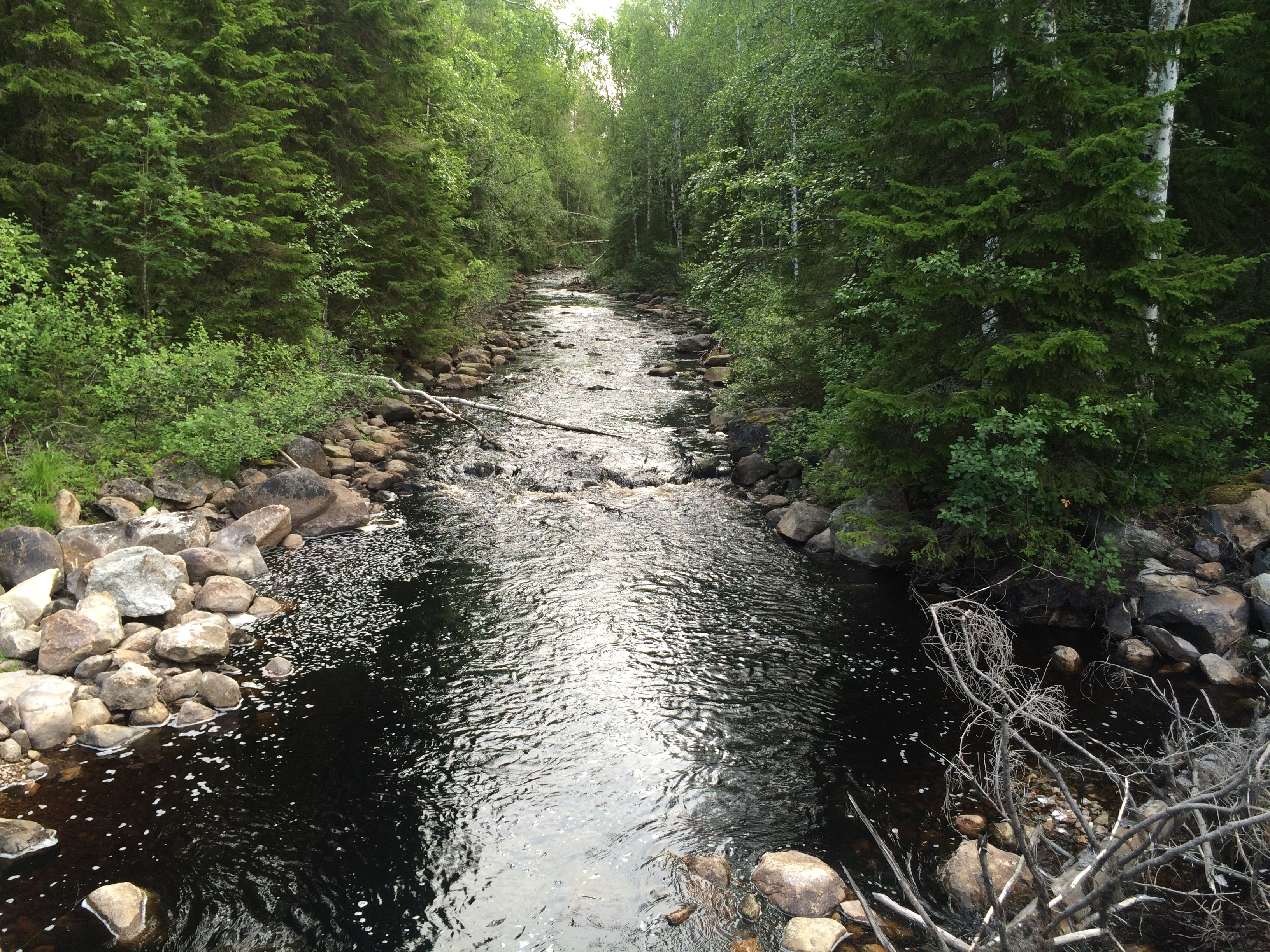
Вид против течения